# August Valentin

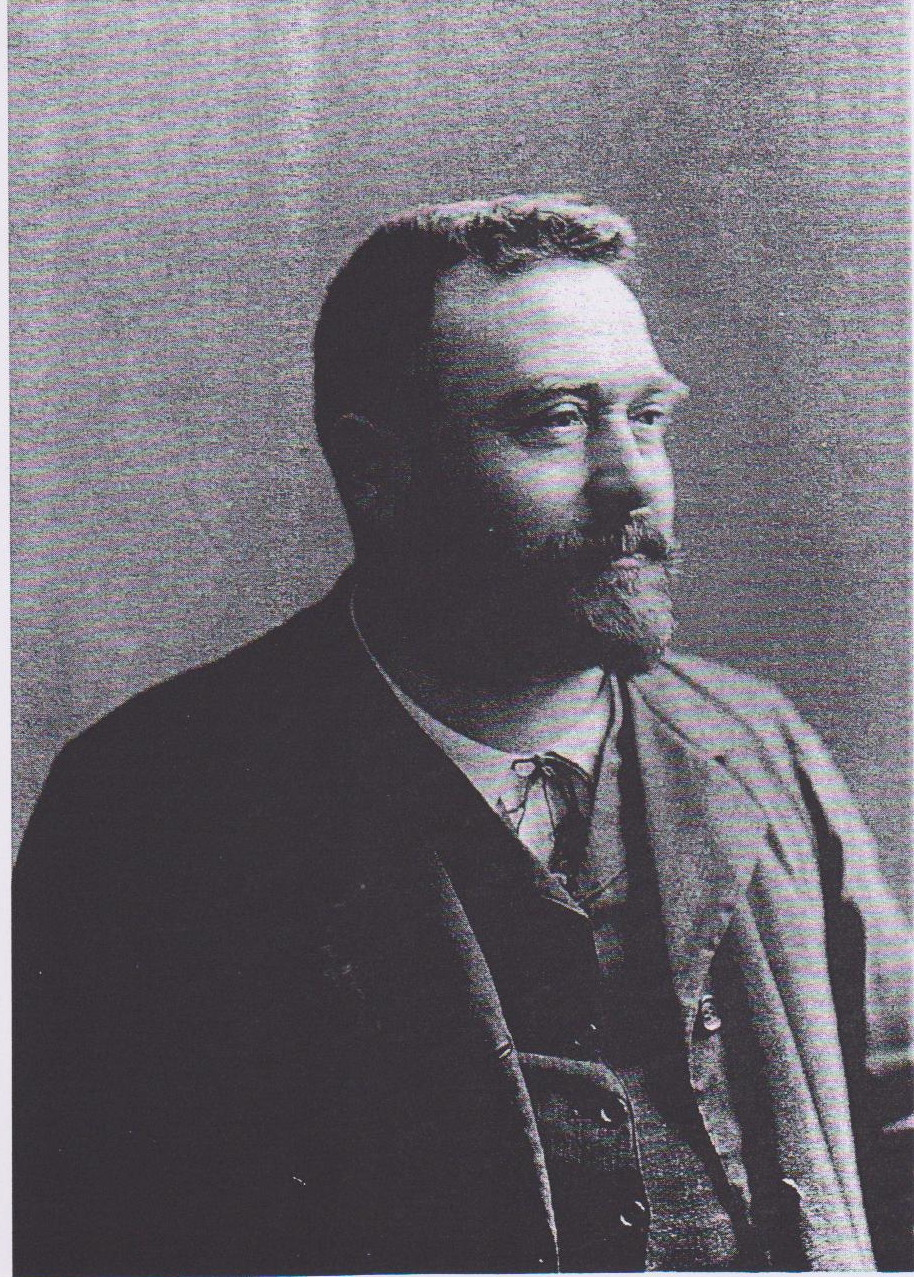
August Valentin

August Valentin (* 8. Februar 1858 in Abtei (Südtirol); † 24. Dezember 1940 in Brixen; auch Augustin Valentin) war ein Bildhauer (Holzschnitzer, Altarbauer), der in Brixen eine erfolgreiche Werkstätte betrieb und in den Jahren von 1890 bis 1909 Kirchenbauten in seiner Heimat Südtirol, aber auch in Nord- und Osttirol, Vorarlberg, Liechtenstein und Graubünden mit Kunstwerken ausstattete.

## Leben
August Valentin erhielt seine künstlerische Ausbildung in der damaligen Hochburg der Holzschnitzerei Gröden, wo der akademische Bildhauer Ferdinand Demetz 1873 seine „Fachschule (für kirchliche Kunst) St. Ulrich“ gegründet hatte. In Brixen ließ er sich danach als selbständiger Bildhauer nieder und baute aus einfachen Anfängen ein vielbeschäftigtes Kunstwerkstattunternehmen auf. 1888 – mit 30 Jahren – heiratete er die Brixner Spezerei- und Galanteriewarenhändlerin Agnes Vinatzer aus der bekannten Grödner Holzschnitzerdynasie Vinazer.
In seinem sich vergrößernden Unternehmen bildete Valentin weitere tüchtige Mitarbeiter – darunter Alois und Johann Matthias Peskoller – als Bildhauer und Fassmaler heran. Stilistisch waren die Altäre, Altarfiguren und Reliefdarstellungen dem Historismus des 19. Jahrhunderts zuzuordnen, der mit Neogotik und Neorenaissance um 1830 den Klassizismus ablöste und ab etwa 1885 auf den Neobarock überging.
August Valentin war eine treibende Kraft bei der Errichtung der 1900 gegründeten ersten Tischler-Werkgenossenschaft in Brixen.
Als das bislang blühende Gewerbe wegen der vielen Konkurrenz immer schwieriger wurde, eröffnete er im Jahre 1903 das Hotel/Café „Central“ und widmete sich im zweiten Lebensabschnitt immer mehr seiner neuen Karriere als Hotelier und Gastwirt. In der Zeit bis zum Ersten Weltkrieg führte Valentin daneben allerdings weiter Bildhaueraufträge aus.
Im Kriegsjahr 1915 war er 9 Monate lang als Zugführer bei den Standschützen dienstverpflichtet.

## Ehrungen
August Valentin zeigte seine Kunstwerke auf vielen Ausstellungen und erntete dabei Prämierungen, so:15
- 1890, 1891 und 1892 in Graz, Linz, Temesvar und Wels je eine silberne Medaille,
- 1893 in Wien den ersten Staatspreis des k.k. Handelsministeriums,
- 1896 in Paris die Goldene Medaille auf der Ausstellung für Handel und Gewerbe,
- 1896 in Innsbruck auf der Internationalen Ausstellung die höchste Auszeichnung, die Goldene Medaille mit der Goldkrone.

1903 schenkte ihm Erzherzogin Maria Josefa eine goldene Ziernadel mit ihrem Monogramm MJ zum Dank für einen Unterricht in Bildhauerkunst, den Valentin ihr und ihrem Sohn Erzherzog Karl, dem späteren Kaiser von Österreich gegeben hatte.:15

## Werke
Tirol
- 2. Hälfte des 19. Jahrhunderts: Altar in Neorenaissanceformen in der Kapelle Mariä Heimsuchung in Zotten in St. Veit in Defereggen[2]
- 1890: Kanzel und Altäre der Pfarrkirche St. Pankraz[4]
- 1891: mit dem Tischler Clemens Raffeiner: Hochaltar, Seitenaltäre, Kanzel mit Relieffiguren in der Rupertkirche in Kelchsau in Hopfgarten im Brixental[2]
- 1893: Neugotische Reliefgruppe Schlüsselübergabe an Petrus am barocken Hochaltar um 1740 in der Petruskirche in Breitenbach am Inn[2]
- 1894: Hochaltar der Pfarrkirche St. Pankraz[5]
- 1893: Altaraufbau mit den Statuen St. Wolfgang und St. Ulrich und die Rahmen der Stationstafeln in der Kirche zum Hl. Wolfgang in Geiselsberg (Fraktion von Olang im Pustertal) nahe Enneberg.[6]
- 1894: Antoniusrelief in der Kapelle im Franziskanerkloster Innichen
- 1896: Neuromanische Altäre und Figuren der Martinskirche in Innervillgraten[2]
- 1900 und 1902–1903: Holzskulpturen des neuromanischen Hochaltars und der Seitenaltäre (Maria und Josef) der Pfarrkirche Herz-Jesu, Innichen (Südtirol)[7]

Vorarlberg

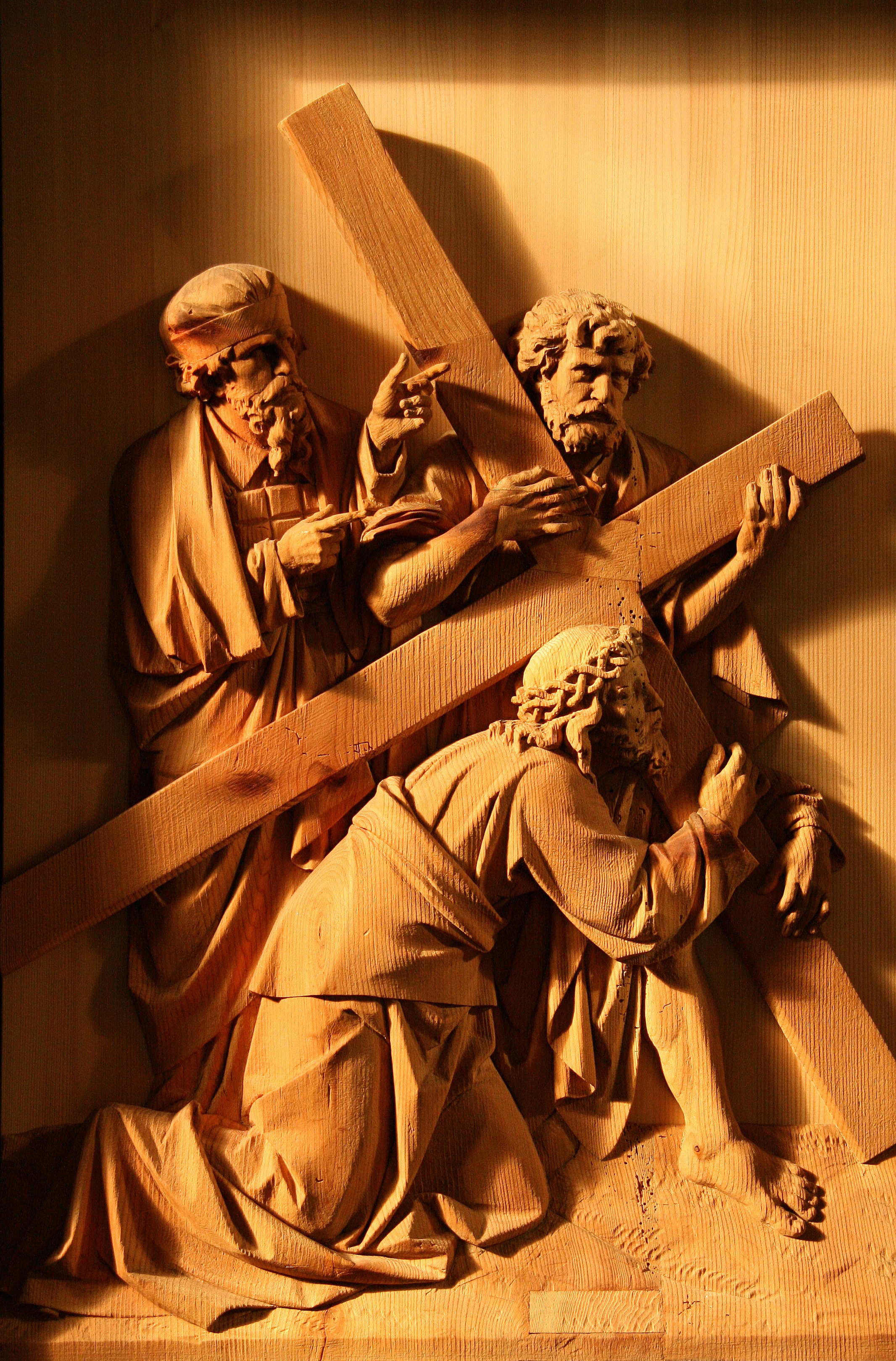
Kreuzwegstationsreliefs in der Josefskirche in Kennelbach

- 1890/91: Hl. Antonius Abt und der Hl. Wendelin mit gotischem Sockel und Baldachin in der Kapelle des hl Ulrich in Möggers[8]
- 1893/94: Hochaltar und Seitenaltäre der Nikolauskirche in Egg[9]
- um 1900: Kreuzwegstationsreliefs in der Michaelskirche in Gaschurn[9]
- 1901: Kreuzwegstationsreliefs in der Sulpitiuskirche in Frastanz[9]
- 1901: Linker und rechter Seitenaltar in der Pfarrkirche Silbertal[9]
- 1906: Kreuzwegstationsreliefs in der Josefskirche in Kennelbach[9]
- 1909: Hochaltar in der Pfarrkirche Silbertal[9]
- Linker und rechter Seitenaltar mit Figuren in der Meschacher Wolfgangskirche in Götzis[9]
- Linker und rechter Seitenaltar mit Figuren in der Johannes-der-Täufer-Kirche in Höchst[9]

Graubünden
- 1903/1904: Altäre, Kanzel, Kreuzweg in der Pfarrkirche Herz Jesu (Falera, Graubünden)[10]

Liechtenstein
- 1895 (Altarweihe): Altäre und Stationstafeln in der Pfarrkirche St. Martin Eschen (Liechtenstein)[11]